# Remdesivir
Remdesivir (GS-5734), Veklury® is een  antiviraal geneesmiddel in de klasse van nucleotideanaloga. Het werd in 2016 ontwikkeld door Gilead Sciences als behandeling voor ebola en marburg-virusinfecties. Het middel vertoont ook antivirale activiteit tegen andere enkelstrengige RNA-virussen zoals respiratoir syncytieel virus, Junin-virus, Lassakoortsvirus en de coronavirussen (inclusief MERS- en SARS-virussen). Het wordt onderzocht op werkzaamheid bij Nipah- en Hendra-virusinfecties.

## Werking
Het geneesmiddel blokkeert de RNA-afhankelijke RNA-polymerase, waarmee wordt ingegrepen in het vermenigvuldigen van het virale genoom. Het middel moet intraveneus worden toegediend en is beschikbaar in een dosering van 100 mg per 20 ml.

## Toepassing bij infecties met het coronavirus
Vanwege gebleken werkzaamheid bij andere coronavirusinfecties, leverde Gilead remdesivir aan artsen die in 2020 een Amerikaanse patiënt behandelden in Snohomish County, Washington, besmet met SARS-CoV-2 en levert het middel aan China voor onderzoek bij geïnfecteerde personen met en zonder ernstige symptomen. Het was de eerste virusremmer die werd goedgekeurd voor deze infecties door het EMA.
De toepassing bij COVID-19 werd echter in november 2020 ontraden door de WHO, omdat het "geen significant effect" zou hebben op de gezondheid van coronapatiënten, onafhankelijk van hun conditie.

### Nederland
Het middel stond in Nederland in de coronacrisis vanaf het begin op de behandelopties van de Stichting Werkgroep Antibiotica Beleid (SWAB).
Dit middel was al wel beschikbaar in Nederland maar in het kader van onderzoek. Het LUMC heeft met het onderzoek meegedaan. In november 2020 werd het middel in Nederland wel in verpleeghuizen gebruikt, maar niet bij COVID-19-patiënten op de intensive care. In 2021 constateerde het College ter Beoordeling van Geneesmiddelen dat patiënten gemiddeld een aantal dagen eerder herstellen bij behandeling met remdesivir, maar er liepen nog onderzoek naar de werkzaamheid. Eind 2021 is behandeling van COVID-19 met remdesivir niet meer als standaard opgenomen in de richtlijnen.